# فریده چتین
فریده چتین (انگلیسی: Feride Çetin؛ زادهٔ ۵ نوامبر ۱۹۸۰) بازیگر اهل ترکیه است.
از فیلم‌ها یا برنامه‌های تلویزیونی که وی در آن نقش داشته‌است می‌توان به به روزهای بهتر، پیامرسان، و هرجایی اشاره کرد.